# Presa di Berwick (1482)
La presa di Berwick ebbe luogo nel luglio del 1482 durante le guerre anglo-scozzesi dove l'esercito inglese invase la Scozia e la città di Berwick-upon-Tweed compreso il suo castello vennero catturati. Questi eventi nacquero dopo la firma del Trattato di Fotheringhay, l'11 giugno 1482, in cui Alexander Stewart, duca d'Albany, fratello di Giacomo III di Scozia si dichiarò Re di Scozia e giurò fedeltà a Edoardo IV d'Inghilterra. 

## Trattato di Fotheringhay
Edoardo IV fu deluso dal fallimento del suo trattato del 1474 con Giacomo III dove aveva promesso che il figlio, il principe Giacomo, avrebbe sposato Cecilia di York. Il fidanzamento fu redatto nell’ottobre 1474 con una tregua di quarantacinque anni e che sarebbe durata fino al 1519. I pagamenti della dote dovevano essere effettuati ogni anno il 3 febbraio a Edimburgo, portati dai servi di Edoardo dal castello di Norham, e si sarebbe tenuta una riunione per risolvere la disputa sul “fish-garth”, una trappola per salmoni sull’Esk. Dal febbraio 1475, gli ufficiali di Edoardo avevano già consegnato rate della dote di Cecilia da 20 000 marchi al tesoriere di Giacomo alla Cattedrale di Sant'Egidio a Edimburgo. 
Tuttavia, il conflitto di confine era ricominciato nel 1480, forse a causa dell’alleanza scozzese con la Francia. Secondo una cronaca, il conte di Angus aveva attaccato il castello di Bamburgh e il conte di Northumberland aveva fatto irruzione in Scozia. Entro ottobre, Giacomo III aveva scritto a Luigi XI di Francia chiedendo armi e artiglieri per respingere ulteriori attacchi. Undici navi furono messe sul piede di guerra per la Scozia nel febbraio 1481 e Sir Robert Radcliffe ricevette l’ordine di armare una flotta con cannoni e artiglieri l’8 luglio. Queste navi fecero incursioni a Forth, attaccando il castello di Blackness e molestando le navi nemiche nella primavera e autunno del 1481. Non sembra che ci sia stata un’invasione terrestre della Scozia, ma in quell’anno ci furono tre incursioni in Inghilterra da parte di un esercito scozzese. Edoardo IV aveva fatto i preparativi per l’invasione e iniziò a viaggiare verso nord, ma non andò oltre Nottingham.
Nel maggio 1482 il fratello di Giacomo III, Alessandro, duca d’Albany, sbarcò in Inghilterra a Southampton dalla Francia a bordo di una caravella scozzese, la Michael, capitanata da James Douglas. Edoardo IV colse questa nuova opportunità per invadere la Scozia, assunse il mastro Douglas e la sua nave il 9 maggio e convocò nuovi combattenti per la causa del “re di Scozia” il 10 maggio. Edoardo IV, Albany e Riccardo, duca di Gloucester fecero un trattato formale al castello di Fotheringhay vicino a Peterborough, dove Maria, regina di Scozia, fu imprigionata e giustiziata un secolo dopo. Secondo il trattato, Alessandro, se fosse diventato Re di Scozia, avrebbe riservato a Edoardo IV la città di Berwick-upon-Tweed, il castello di Lochmaben con terreni nella Scozia meridionale ad Annandale, Liddesdale, Eskdale ed Ewesdale poi avrebbe reso omaggio a Edoardo IV e spezzato l’alleanza con la Francia. Se avesse potuto sottrarsi ad altri accordi di matrimonio agli occhi della Chiesa, a quel punto avrebbe sposato Cecilia di York. In gennaio aveva già sposato Anne de la Tour, figlia del conte di Auvergne e Bouillon. L’11 giugno, Albany firmò il documento con la dicitura “Alexander R.”, ad indicare Alexander, Rex

## L'Invasione

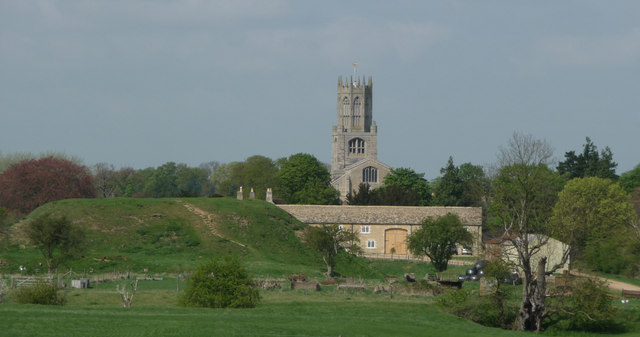
Edoardo IV e il duca d'Albany fecero un accordo per invadere la Scozia dal Fotheringhay Castle

Edoardo IV stava preparando un esercito di 20 000 uomini per invadere la Scozia via mare e terra, e il 12 giugno Riccardo, duca di Gloucester fu nominato comandante, con John Elrington nominato tesoriere di guerra il 22 giugno. Uno dei suoi ufficiali, Francis Lovell, ricevette gli ordini prima del 24 giugno, poiché scrisse che non poteva viaggiare a sud da Tanfield vicino a Durham per la festa di Giovanni Battista. 
Dotato di 2 000 fasci di frecce e ordigni portati da Newcastle upon Tyne da 120 cavalli da traino, Gloucester e Albany riconquistarono Berwick. La città era stata in mani scozzesi nei vent’anni precedenti dopo che i fuggitivi lancasteriani Enrico VI d'Inghilterra e sua moglie Margherita d'Angiò la diedero a Giacomo, ed era detenuta da David Lindsay, conte di Crawford e Andrew, Lord Gray. Alla fine si arresero dopo una trattativa, sebbene il castello resistette per la Scozia.

### Lauder Bridge
L’esercito inglese si spostò a ovest di Berwick e si divise in due. Il conte di Northumberland rimase al confine scozzese prendendo castelli e bastioni e bruciando fattorie a Kirk Yetholm, Bemersyde, Morebattle, Roxburgh, Jedburgh, Ednam e altri luoghi. Anche Riccardo, duca di Gloucester, si trasferì a ovest a Kimmerghame con il supporto di James, conte di Douglas, ma vicino a Duns si voltò a nord-ovest verso Edimburgo. 
L’esercito scozzese di Giacomo III non andò più a sud di Lauder Bridge, a ovest della rotta di Gloucester, dove c’era una specie di ammutinamento che coinvolgeva Archibald, conte di Angus. Gli eventi esatti a Lauder non sono chiari, ma le cronache riferiscono che alcuni dei favoriti del re, tra cui l’architetto Robert Cochrane, il mercante Thomas Preston, il suo sarto James Hommyll e il compositore William Roger, furono impiccati sul ponte. 
Giacomo III fu riportato a Edimburgo il 22 luglio. Ora c’erano tre fazioni chiare in Scozia; il partito di Albany, i lealisti, e gli ammutinati di Lauder. Anche la Regina a Stirling con il principe Giacomo potrebbe averre avuto un’influenza indipendente. Un commerciante londinese, George Cely, ha scritto una lettera con notizie esagerate sulla campagna a luglio: 

### Riccardo, Duca di Gloucester a Edimburgo

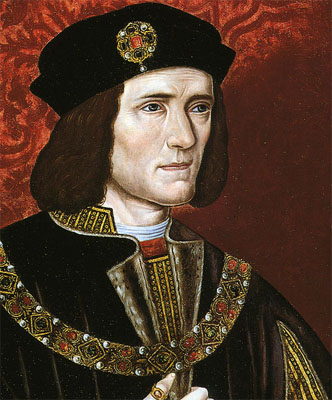
Riccardo, duca di Gloucester marciò su Edimburgo ma non riuscì a porre Albany sul trono

All’inizio di agosto, l’esercito di Riccardo entrò a Edimburgo ma non riuscì a stabilire Albany sul trono. Giacomo III rimase al sicuro nel castello di Edimburgo apparentemente come prigioniero dei Lord che si erano ammutinati a Lauder, sebbene avesse segretamente stipulato un contratto con il custode Lord Darnley e la guarnigione per la sua sicurezza. Riccardo, non aspettandosi di incontrare questo colpo di Stato, non aveva risorse necessarie per assediare il castello. 
Quando i dettagli del Trattato di Fotheringhay divennero noti, il vitale sostegno scozzese per Albany come re svanì. Albany, il gruppo di suo fratello e i custodi del castello di riconciliarono. Il 2 agosto Albany e Gloucester hanno firmato un legame con Colin, conte di Argyll, l’Arcivescovo Scheves, Lord Avandale e il vescovo di Dunkeld che ha promesso il perdono per Albany e il ripristino delle sue precedenti proprietà ed onore. 
L’esercito inglese fece una tregua il 4 agosto e si ritirò con l’impegno della città di Edimburgo di ripagare, un anticipo sulla dote di Cecilia che Edoardo aveva dato a Giacomo III. Il denaro era stato pagato poiché Giacomo III aveva precedentemente promesso a suo figlio, il principe Giacomo, di sposare Cecilia. Albany fu lasciato a prendere possesso del castello di Edimburgo e divenne per un certo periodo il custode di suo fratello. Gloucester lasciò 1 700 uomini per assaltare il castello di Berwick l’11 agosto e il castello fu catturato dopo un assedio di quindici giorni
. 
Edoardo IV scrisse a Papa Sisto IV il 25 agosto descrivendo la loro campagna in Scozia, spiegando che Riccardo aveva risparmiato tutti i cittadini di Edimburgo, aiutato dall’intercessione di Albany,  e per questo gli furono restituiti i suoi possedimenti grazie al potere dell’esercito inglese. Edoardo ha spiegato che la presa di Berwick era il principale vantaggio che aveva ottenuto. Il castello di Berwick, scrive Edoardo, fu preso al ritorno dell’esercito, non senza massacri e spargimenti di sangue. Questa lettera è stata scritta prima che la notizia della resa del castello potesse raggiungerlo, secondo la data del 24 agosto riportata nelle cronache di Raphael Holinshed, John Lesley e Edward Hall. 

### Assedio del castello di Edimburgo
Dopo la partenza di Gloucester, dalle storie della cronaca sembra che Albany abbia cercato sostenitori per la sua fazione, forse includendo discussioni, con la regina Margherita di Danimarca al castello di Stirling, poi nell’assediato castello di Edimburgo. Giacomo III uscì il 29 settembre, ma Lord Darnley, che si era unito al gruppo di Giacomo, lo tenne in difesa fino al 7 ottobre. 
Lo storico Norman Macdougall supponeva che Giacomo III fosse uscito dal castello dopo che Albany aveva fatto un patto con i suoi zii e ribelli a Lauder, John Stewart, conte di Atholl e James Stewart, conte di Buchan. Giacomo scrisse una lettera ufficiale a Lord Darnley il 19 ottobre in cui confermava di essere stato portato da Lauder e trattenuto nel castello contro la sua volontà. La lettera esonerava la guarnigione da ogni censura. Darnley, scrisse Giacomo III, aveva fatto un patto con lui per la sua sicurezza e aveva tenuto il castello contro l’assedio di Albany per ordine di Giacomo. 

### Conseguenze
Per alcuni mesi Albany rimase influente in Scozia e l’11 dicembre Giacomo III lo nominò “Tenente-Generale del regno” per difendere i confini dalle incursioni inglesi. Quando Giacomo III fu riportato al potere, l’8 gennaio 1483 ricompensò il prevosto di Edimburgo, Walter Berthahame, che aveva sottoscritto l’obbligazione per ripagare la dote di Cecilia mentre il re era prigioniero e protetto nel castello di Edimburgo, con una pensione di £40. Ha anche pagato delle multe da luglio per aver coniato una impopolare moneta chiamata “moneta nera” in rame di metallo di base e £214 per il ferro utilizzato per fabbricare serpentine e altre pistole, e ha organizzato il rimborso del denaro sequestrato a George Robison, l’ufficiale doganale di Edimburgo, a Lauder. 
Albany andò al castello di Dunbar e rinnovò il suo trattato con Edoardo IV a febbraio. Il nuovo trattato fu stipulato a Westminster da Henry, conte di Northumberland, John Lord Scrope e William Parr con il conte di Angus, Andrew Lord Gray e James Liddale di Halkerston, Ciò ebbe l’effetto indesiderato di rafforzare il sostegno familiare per il fratello maggiore. Albany è stato dichiarato traditore dal Parlamento scozzese a giugno, per aver stipulato questo nuovo trattato, non per gli eventi dell’estate precedente. Dopo un periodo di esilio, unito al conte di Douglas, il suo prossimo tentativo contro la Scozia fu sconfitto nella battaglia di Lochmaben Fair. 
In Inghilterra, la frase come segno di vanto “I was a captain when Barwycke was wonne” (Ero un capitano quando Barwycke fu vinta) divenne un detto comune e fu incluso nel frasario latino del Vulgaria del 1519 del preside di Eton, William Horman come “Duxi ordinē qň Berwikũ venit in potestē.” 

## Le Cronache scozzesi
Le cronache scozzesi del XVI secolo presentano una storia diversa. Tutti i resoconti sottolineano il conio della valuta “black metal” e la sua svalutazione come fattore principale dell’impopolarità del re a Lauder
, insieme al suo favoritismo per i nuovi arrivati non nobili. Robert Lindsay di Pitscottie, probabilmente scrivendo negli anni ’70 del Cinquecento, fraintende il Trattato di Fotheringhay e presenta Albany come il salvatore di suo fratello dopo il colpo di Stato a Lauder Bridge, cercando il sostegno inglese su richiesta del re. Dopo che Gloucester arriva a Edimburgo e Giacomo III viene rilasciato, i fratelli reali cavalcano insieme dal castello a Holyroodhouse. Quindi Pitscottie racconta che i fratelli e Gloucester hanno viaggiato fino a Stirling e poi in giro per la Scozia. Questo potrebbe rappresentare le fatiche di Albany per costruire la sua fazione mentre Giacomo III rimase nel castello di Edimburgo dopo la partenza di Riccardo. 
L’idea che Albany abbia portato un esercito per salvare suo fratello appare nella breve cronaca scritta dal monaco di Jedburgh, Adam Abell negli anni ’30 del Cinquecento. Lo storico Norman Macdougall supponeva che gli scrittori del XVI secolo fossero stati influenzati da storie successive che lodavano gli Albany Stewart e annota un’appendice apparentemente pro-Albany a un manoscritto della cronaca di Andrew of Wyntoun che omette l’invasione di Gloucester nel 1482. Un altro racconto antico, la vita italiana del 1492 di Margherita di Danimarca, forse informata dai ricordi di uno studente scozzese a Bologna, si limita ad affermare che Giacomo III fu imprigionato per un certo periodo dopo un periodo di governo insoddisfacente con il consenso della moglie e del fratello. 
La storia che mostrava Giacomo III in cattiva luce ed era positiva su Albany potrebbe essere stata gradita ai cortigiani di Giacomo IV e al figlio di Albany, Giovanni, il reggente Albany. Macdougall chiama questo effetto la “leggenda di Albany” che combinata con il verbale parlamentare pubblicato da Robert Lekprevik nel 1566 ha plasmato gli scritti di questi storici negli anni ’70 del Cinquecento. Altri documenti come il prezioso “carta d’oro” del 16 novembre 1482 con il quale Giacomo III ricompensò la città di Edimburgo con i dazi doganali di Leith contribuirono a questa leggenda. La carta registrava i leali e cordiali servizi dell’intera comunità di Edimburgo e Albany nel liberarlo dal castello di Edimburgo. 
John Lesley, che sapeva della pretesa di Alexander di essere re nel 1482, ordina a Gloucester di prendere Berwick al suo ritorno in Inghilterra dopo una vigorosa difesa da parte di Sir Patrick Hepburn di Dunsyre, Lord Hailes e significative vittime inglesi. Un’aggiunta all’inglese Croyland Chronicle registra anche che il castello di Berwick fu preso da Gloucester al suo ritorno dopo una “vasta strage e spargimento di sangue”, una frase simile a quella usata da Edoardo IV nella sua lettera al Papa. George Buchanan fa accampare Albany a Lennoxlove con l’esercito inglese in agosto e riconciliato dai negoziati di Colin Campbell, I conte di Argyll, il cancelliere Andrew Stewart e i vescovi di St. Andrews e Dunblane. Il 26 agosto, secondo Buchanan, il castello di Berwick, ancora detenuto dalla Scozia separatamente dalla città, fu ceduto all’Inghilterra in seguito ad una trattativa a Edimburgo
. 
Lo scrittore inglese Raphael Holinshed, che ha usato Lesley come fonte, capì che Giacomo III era andato a Lauder Bridge per incontrare l’invasione di suo fratello. Aveva Lord Stanley e Sir John Elrington, (il tesoriere di guerra inglese), che tengono la città di Berwick mentre Gloucester è andato a Edimburgo e si è accampato a Restalrig e Lord Hailes ha difeso il castello di Berwick. Holinshed e Lesley menzionano una marina inglese nel Forth, non citata da altri scrittori, sebbene sopravviva una registrazione del suo armamento. Holinshed aggiunge che dopo la sua riconciliazione Albany inviò un esercito a sud per aiutare Lord Hailes a Berwick che raggiunse Lammermuir, e come Lesley dice semplicemente che il 24 agosto era la data in cui Patrick Hepburn cedette il castello, poiché Hepburn sapeva che c’erano poche speranze di mantenerlo a causa del dissenso in Scozia.

### Le Cronache inglesi: Hall (1542), Grafton (1569), Stow (1580)

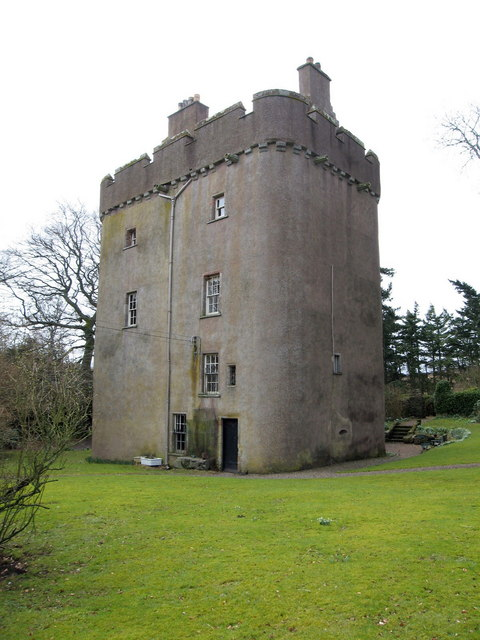
Edward Hall e John Lesley scrissero che Albany radunò l'esercito scozese al castello di Cranshaws sulle colline di Lammermuir per salvare il castello di Berwick dai suoi vecchi alleati

La cronaca inglese di John Stow pubblicata per la prima volta nel 1580 aggiunge ulteriori dettagli. Edoardo IV, dice Stow, invase la Scozia su richiesta di Albany, “dimenticando il suo giuramento” e prendendo in prestito £5 000 dalla Città di Londra. La somma è inferiore agli 8 000 marchi o £5 333 della dote di Cecilia ricevuta da Giacomo III. L’esercito si radunò ad Alnwick all’inizio di luglio. C’erano tre “battaglie” come menzionato nella lettera di George Cely. L’avanguardia era comandata dal conte di Northumberland con Lord Scrope di Bolton, Sir John Middleton, Sir John Ditchfield e 6 700 soldati. Gloucester formò la sezione centrale, con Albany, Francis Lovell, Lord Greystock, Sir Edward Woodville e 5 800 uomini. Lord Neville lo seguì con 3 000; Thomas, Lord Stanley alla destra del duca con 4 000, Lord Fitzhugh, Sir William Parr e Sir James Harrington a sinistra con 2 000, mentre 1 000 uomini custodivano il carro degli ordigni. 
Stow e Richard Grafton chiamarono il custode del castello di Berwick, Patrick Hepburn, “Conte di Bothwell”, un titolo che acquisì nell’ottobre 1488. Poiché Hepburn non avrebbe ceduto il castello, 4 000 truppe furono lasciate ad assediarlo con Stanley, Parr e il tesoriere, Sir John Elrington. Sulla strada per Edimburgo l’esercito ha bruciato numerose città e castelli. La precedente Chronicle di Edward Hall pubblicata nel 1542 forniva l’ordine di battaglia e forniva un elenco di una quarantina di luoghi bruciati da Gloucester durante il viaggio e altri luoghi bruciati dal conte di Northumberland (che condusse una campagna parallela ai confini) concordando in numero con la lettera di Cely. Richard Grafton nel suo Chronicle at Large pubblicato nel 1569 ha gli stessi dettagli dell’esercito di Hall, ma come afferma Cely, 44 città furono bruciate. Gran parte della cronaca di Grafton è tratta direttamente da Hall, ma le sue deviazioni a volte sono interessanti. 
Hall non ha nulla da dire su Lauder e scrisse che Giacomo III si rinchiuse volontariamente nel castello di Edimburgo, che coincide con il dettaglio del contratto segreto di Lord Darnley. Stow dice che l’esercito scozzese si trovava a Haddington e Albany si riconciliò con i lord proprio come descritto da George Buchanan e fu nominato “Tenente-Generale di Scozia”, una nomina presa o rinnovata a dicembre. 
Nella cronaca di Hall viene pubblicato che l’esercito entrò a Edimburgo senza alcuna distruzione su richiesta di Albany ed emise un proclama pubblico per Giacomo III nel castello, mentre i nobili e l’esercito scozzese erano a Haddington. Dopo la riconciliazione, Hall descrive un contratto stipulato nel campo inglese di Lennoxlove (Lethington), appena a sud di Haddington, il 3 agosto tra Albany e Gloucester in cui Albany ha promesso di mantenere il suo trattato di Fotheringhay nonostante il suo nuovo accordo. 
Hall cita il vincolo del 4 agosto della comunità di Edimburgo per il rimborso della dote, Grafton dice che Albany avrebbe gestito la città di Edimburgo per rendere il legame dopo che il castello di Berwick si è arreso, ma come per Hall, Grafton fa tornare a Edimburgo il Re d'armi della Giarrettiera il 23 ottobre per richiedere il pagamento della cauzione del 4 agosto. La data è quasi corretta; Edoardo IV decise di abbandonare il piano matrimoniale e riscattare il vincolo e l’araldo della Giarrettiera John Writhe arrivò a Edimburgo il 26 ottobre. Al ritorno dell’araldo, il duca di Gloucester si ritirò da Newcastle presso lo sceriffo Hutton. Hall e Grafton affermano che Albany solo in quel momento ha lasciato Giacomo III fuori dal castello, dopo averlo precedentemente assediato, anche se i documenti mostrano che Giacomo III è stato rilasciato prima. 
Subito dopo il 4 agosto, nella cronaca di Hall, come in Holinshed e Lesley, come “Tenente-Generale di Scozia”, Albany convocò l’esercito per dare il cambio al castello di Berwick per incontrarsi l’8 agosto a Cranshaws sulla strada per Duns, ma disse a Gloucester che era una finzione. Gloucester dichiarò che se Albany gli si fosse opposto a Berwick, avrebbe difeso gli assedianti o sarebbe morto nel tentativo. Tuttavia, il consiglio di Scozia era riluttante a combattere e quindi redasse una resa del castello di Berwick con un trattato a Edimburgo il 24 agosto. Quando il documento fu sigillato da entrambe le parti, il che sarebbe stato un paio di giorni dopo poiché Gloucester era a Berwick o Alnwick, il castello di Berwick fu consegnato immediatamente, “incontinente”, a Lord Stanley. È possibile che il castello sia caduto in mano a Stanley prima che i negoziati di Albany con il consiglio fossero completati e concordati da Gloucester, come potrebbe suggerire la lettera di Edoardo IV al Papa, o che Edoardo IV prevedesse che il castello sarebbe stato preso con la forza quando scrisse. 
La cronaca di Hall del 1542, compilata utilizzando materiali storici inglesi, potrebbe essere meno influenzata dalla “leggenda di Albany” rispetto ai resoconti scozzesi e mostra certamente Albany che agisce con duplicità, tuttavia conclude questi eventi del 1482 con un rammarico sull’eventuale destino di Albany, paragonabile al duca di Clarence, causato dalla “invidia giovanile” di Giacomo III nei confronti di “suo fratello, l’unico organo e strumento da cui ottenne libertà personale e libertà ricevuta”, il che sembra in contrasto con il suo racconto dell’invasione. 

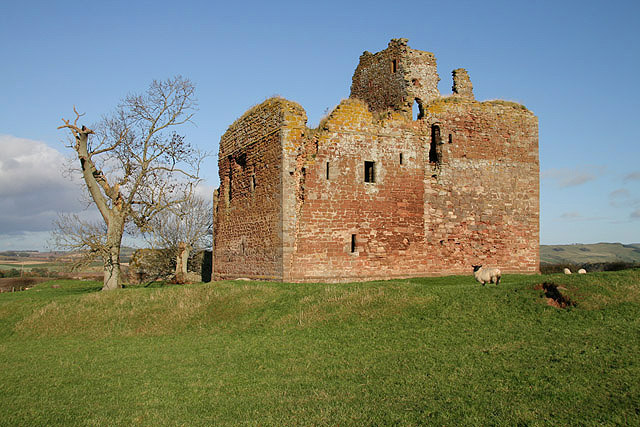
Il conte di Northumberland nominò cavalieri i suoi comandanti tra le mura del castello di Cessford 22 agosto 1480 o 1482

Stow dice che quando il castello di Berwick fu consegnato a Stanley, Sir Thomas Molyneux di Haughton fu nominato cavaliere. Tra i luoghi bruciati menzionati da Edward Hall, “Hooton” e “Heton Hall” devono essere riferiti ad Hatton-Field, “Hoton feld besyde Berwyke” dove si dice che Gloucester abbia nominato cavaliere Sir Ralph Assheton di Middleton e nominato cavaliere Thomas, Lord Scrope di Masham e altri 26. Questi cavalieri furono creati il 22 agosto, all’incirca nel periodo della resa del castello di Berwick, e quindi Richard sembra essere tornato da Newcastle. Si dice che il conte di Northumberland abbia nominato cavaliere 18 uomini presso la “mayne of Sefford”, Cessford nelle Medio Marche scozzesi, durante una precedente campagna, il 22 agosto 1480, o nello stesso periodo. Il 24 agosto sono stati creati un totale di 70 cavalieri e stendardi tra cui Molyneux ed Edward Stanley, il che sembra segnare la fine delle ostilità. Questa occasione dal 22 agosto potrebbe aver spinto Edoardo a scrivere la lettera al Papa
.
Stow conclude con il ritorno del duca di Gloucester dallo sceriffo Hutton ed Edoardo IV che invece premia il sindaco di Londra, William “Harriot” e alcuni degli assessori della città con un banchetto e una caccia a Waltham Forest. La festa compare in altre cronache di Edoardo IV come esempio della sua generosità principesca, non collegata alla spedizione scozzese: Il prestito cittadino di 5 000 marchi ma non la spedizione scozzese è menzionato sotto l’anno 1482 nella cronaca di Fabyan
. La descrizione di Stow di un prestito e di una ricompensa della città è corroborata dai documenti sopravvissuti; il Re d'armi della Giarrettiera di Edoardo IV diede la consegna di Edimburgo a William Heryot, sindaco di Londra l’11 ottobre 1482. Garter andò a Edimburgo e contrasse il pagamento con la città nel portico della chiesa di St. Giles il 27 ottobre 1482.